# Cocido

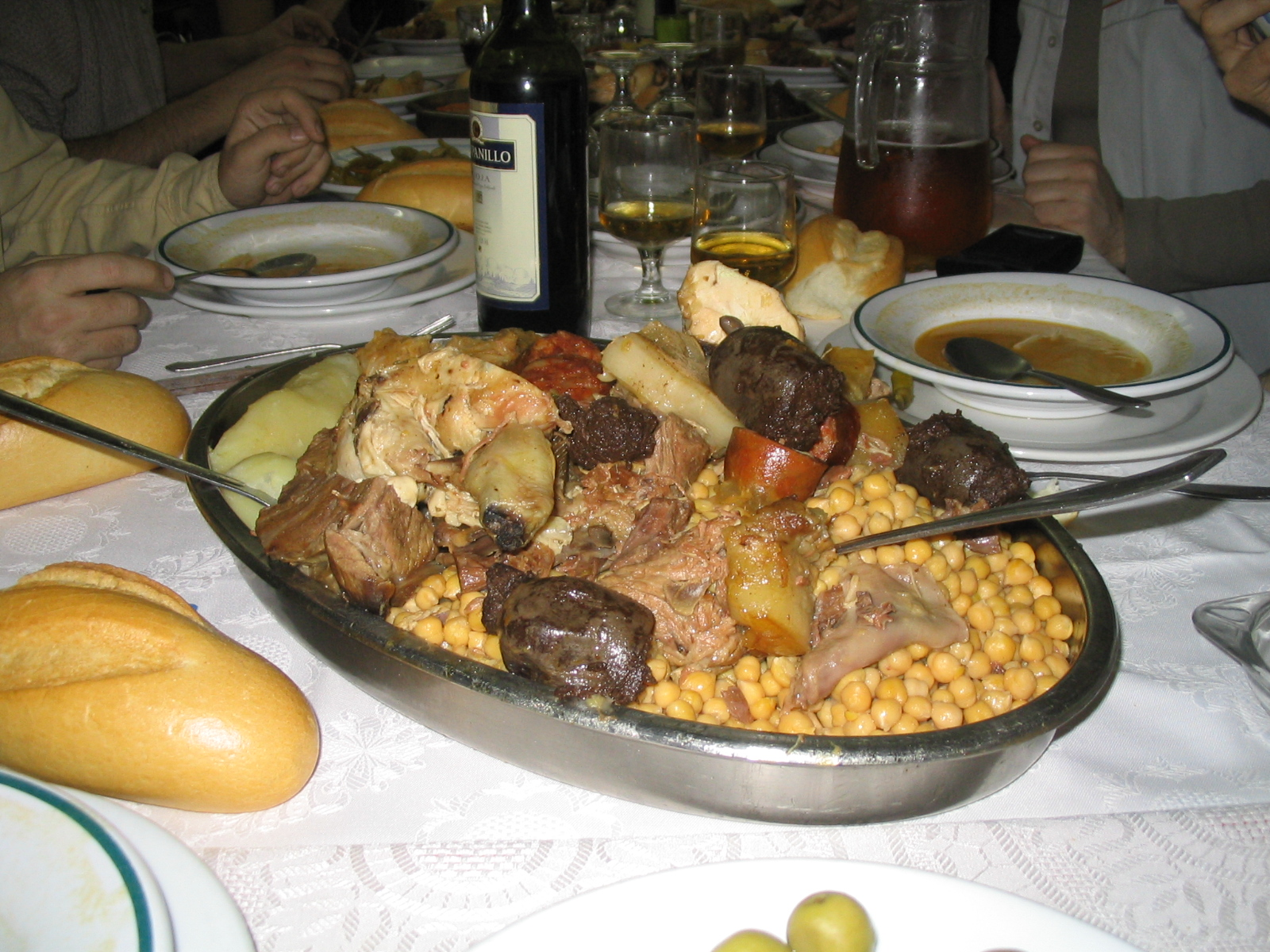
Cocido madrileño

A cocido főtt egytálétel, a spanyol konyha egyik legelterjedtebb, nemzeti ételként is számontartott, hagyományos ételcsoportja. Spanyolország egyes vidékein escudella, olla illetve pote néven ismeretes. Legfontosabb alapanyaga a hús, hüvelyesek és különféle egyéb zöldségfélék. Sok változata ismert. Az étel levét általában külön fogásként, mint leves tálalják. Nagyon elterjedt a csicseriborsó felhasználásával készített változata, a cocido de garbanzos.

## Összetevők
- marhanyak
- levescsont
- só
- bors
- olívaolaj
- kockázott bacon
- vöröshagyma
- babérlevél
- sárgarépa
- zellerszár
- chorizo (spanyol füstölt kolbászféle)
- marha alaplé
- fokhagyma
- konzerv paradicsom
- pár szem burgonya
- csicseriborsó